# Коляно
Коляно, още коленна става (индг.: ǵenu-, на латински: articulatio genus) е най-голямата става при бозайниците и ставните капсули, които свързват костите в човешкия организъм.
То е от тип „Панта на врата“, който позволява движението само по една ос.
Бедрената кост (femur), големият пищял (tibia) и коленното капаче (patella) образуват коленната става. То се състои от две отделни стави articulatio femoropatellaris (става между бедрената кост и капачето) и articulatio femorotibialis (става между бедрената кост и големия пищял).
На задната част на коляното се намира коленната ямка (fossa poplitea), в чиято дълбочина минават важни кръвоносни съдове и нерви. Освен това тук се образуват коленните лимфни възли (lymphonodi poplitei).
Дисталната част на бедрената кост (femur) е задебелена и образува два кондила (condylus medialis et lateralis, вътрешен и външен) разделени с трапчинка (fossa intercondylaris). Те участват в образуването на коленната става.
При движение на коляното менискусите (μηνίσκος, menisci) на големия пищял (tibia) се разтягат.